# Ain Sud
Ain Sud là một đội bóng đá Pháp thành lập năm 1999. Đội có trụ sở tại Saint-Maurice-de-Beynost, Auvergne-Rhône-Alpes, Pháp. Đội chơi tại Stade du Forum, có sức chứa 500 người.

## liên kết ngoài
- (tiếng Pháp) Trang web chinh thưc